# 槻木裕
槻木 裕（つきのき ゆたか、1949年 - ）は、日本の文学者・哲学者。文学修士。専門は仏教学。金沢学院大学学園長・大学大学院人文学研究科教授・文学部教授。石川県生まれ。

## 略歴
- 1949年 – 石川県生まれ。
- 1967年 - 石川県立七尾高等学校卒業。
- 1971年 - 金沢大学法文学部哲史文学科卒業。
- 1976年 - 京都大学大学院文学研究科修士課程修了（文学修士）。
- 1978年 - 金沢女子短期大学講師。
- 1984年 - 金沢女子短期大学助教授。
- 1987年 - 金沢女子大学文学部助教授。
- 1991年 - 金沢女子大学文学部教授。
- 2004年 - 金沢学院大学文学部国際文化学科長。
- 2007年 - 金沢学院大学文学部長。
- 2008年 - 金沢学院大学・金沢学院短期大学学長。
- 2013年 - 金沢学院大学学園長。

※経歴に関する参照

## 著書
- 『ゲーム理論の哲学―合理的行為と理性の狡智（訳書）』（晃洋書房、1998年）
- 『現代の無我論―古典仏教と哲学』（晃洋書房、2003年）

### 論文
- CiNii>槻木裕
- INBUDS>槻木裕